# Таємнича леді (фільм)
«Таємнича леді» (англ. The Mysterious Lady) — американська німа кінокартина студії MGM, у головних ролях Ґрета Ґарбо, Конрад Найджел, і Ґустав фон Зайффертітц, режисер Фред Нібло, основана на романі Війна в темряві німецького письменника Людвіґа Вольфа.

## Сюжет
Під час відвідування Віденської опери російська шпигунка Таня Федорова знайомиться з австрійським капітаном Карлом фон Раденом. Герої проводять разом романтичний вечір і закохуються одне в одного.
Полковник Ерік фон Раден, дядя Карла, розповідає племіннику, ким є насправді його нова подруга, і — попри те, що Таня клянеться йому в любові — Карл просить її виїхати. За дорученням генерала Бориса Александрова Таня викрадає у Карла секретні документи, і той потрапляє під трибунал.
У в'язниці його відвідує Ерік і влаштовує йому втечу в обмін на обіцянку, що Карл під виглядом піаніста вирушить до Росії, поверне документи і таким чином відновить своє чесне ім'я. Карл грає на піаніно на вечорі в честь Тані, потім його колишня кохана доводить йому свою відданість і краде документи вдруге — тепер уже у свого шефа Александрова. Генерал ловить її на крадіжці, але Таня встигає застрелити його з пістолета, після чого разом з коханцем їде до Австрії.

## Ролі виконують
- Ґрета Ґарбо — Таня Федорова
- Конрад Найджел — капітан Карл фон Раден
- Ґустав фон Зайффертітц — генерал Боріс Александрофф
- Едвард Коннелі — полковник Ерік фон Раден
- Альберт Поллет — Макс
- Річард Александр — помічник генерала

## Цікаві факти
- Фільм за сюжетом схожий на іншу картину за участю Гарбо — мелодраму 1931 «Мата Харі», правда з тією відмінністю, що в фіналі головну героїню чекає не смерть, а щасливе возз'єднання з коханим.